# Rosalie Allen
Rosalie Allen, pseudonimo di Julie Marlene Bedra (Old Forge, 27 giugno 1924 – 23 settembre 2003), è stata una cantautrice, musicista, conduttrice televisiva, conduttrice radiofonica e giornalista statunitense.

## Biografia
Cresciuta in Pennsylvania, Rosalie Allen, ispirata dai cantanti cowboy degli anni 30, ha imparato a suonare la chitarra usando quella del fratello. Nel 1939 si è guadagnata il titolo di "Regina del Jodel" dopo aver vinto un concorso di jodel. Dopo ospitate fisse al programma Hill Country Jamboree, Rosalie Allen ha ottenuto un suo programma, Prairie Stars, grazie al quale ha acquisito tanta popolarità da essere definita la personalità musicale più famosa di Manhattan dalla rivista Country Music.
Dal 1949 al 1956 ha condotto un programma radiofonico su American Forces Network, mentre nel 1945 ha firmato un contratto discografico con Spin Records, ottenendo successi come I Want to Be a Cowboy's Sweetheart, Guitar Polka e Beyond the Sunset. In seguito ha contribuito alle pubblicazioni musicali National Jamboree, Country Sound Roundup e Hoedown e il suo ultimo album, intitolato The Queen of the Yodelers, è uscito nel 1983.